# Das Liebes-ABC
Das Liebes-ABC ist ein deutscher Stummfilm von Magnus Stifter aus dem Jahr 1916. Stifter agierte zugleich als Darsteller und Produzent. Star dieser Filmkomödie war allerdings die dänische Schauspielerin Asta Nielsen, die als weibliche Hauptdarstellerin eine verwandlungsreiche Rolle zu bewältigen hatte. Nielsen muss nicht nur eine breite Palette an Affekten darstellen, sondern darüber hinaus im Zuge der Darstellung ihrer Figur mehrere Hosenrollen spielen.

## Handlung

### 1. Akt
Sophie und Christine von Dobbern erhalten von Graf von Kiesel einen Brief. In ihm teilt er beiden Frauen mit, dass seine Tochter Lies bereit ist, auf das Dobbernsche Gut zu kommen und hier ihren zukünftigen Ehemann Philipp kennenzulernen. Philipp ist der Neffe der beiden Frauen, die wiederum mit von Kiesel befreundet sind. Umgehend begibt sich der kränkliche Philipp von Dobbern mit seinem Diener zu Graf von Kiesel, um Lies abzuholen. Lies lebt in trauter Verbundenheit mit ihrem Hund und ihrer Puppe. Sie träumt von einem Traummann, den sie auf Zeichnungen in Büchern aus Vaters Bibliothek gesehen hat. Umso enttäuschter ist sie, als der ganz und gar unmännliche Philipp vor ihr steht. Zunächst lacht sie ihn aus und fängt wenig später auf ihrem Zimmer zu weinen an, weil er kein „ganzer Kerl“ sei. Sie merkt jedoch, dass er lernfähig ist. Er beginnt auf ihre Anregung hin zu rauchen und lässt sich auch von ihr auf den Mund küssen. Sie entschließt sich, aus ihm einen richtigen Mann zu machen. Statt zu den Tanten zu fahren, löst sie auf dem Bahnsteig zwei Fahrkarten nach Paris. Philipp erfährt davon erst, als beide im fahrenden Zug sitzen.

### 2. Akt
In Paris, wo sie von Philipps eingeweihtem Diener erwartet werden, zeigt Lies Philipp, wie man eine Frau verführt. Anschließend verkleidet sie sich als Mann, um mit ihm ohne schiefe Blicke das Pariser Nachtleben zu erkunden. Beide gehen in eine Aufführung, wo sie sich eine Loge teilen. Bald kommen die beiden Damen der Nebenloge zu ihnen, umgarnen jedoch Lies, weil Philipp sich als zurückhaltendes Landei entpuppt. Lies meistert die Situation nur mit einiger Anstrengung, ist am Ende betrunken und kommt nur mit Mühe im Hotel an. Sie erkennt wie schwer es ist, als ganzer Kerl zu erscheinen.

### 3. Akt
Am nächsten Morgen erwacht Lies verkatert. Sie erfährt, dass ihr Vater sich für den Morgen angekündigt hat. Er erfuhr von Philipps Tanten, dass das Paar aus Versehen nach Paris gefahren ist – die Frauen hatten von Lies und Philipp einen Brief erhalten. Lies lässt Philipp vor ihrem Vater behaupten, dass sie bereits weitergefahren sei. Sie selbst tritt als Philipps Freund Raul auf. Der Vater durchschaut die Maskerade jedoch schnell und stellt Philipp zur Rede. Der beichtet, dass Lies aus ihm einen Mann machen wollte. Die Männer beschließen, es Lies heimzuzahlen.
Kurze Zeit später findet Lies in ihrem Zimmer einen fingierten Liebesbrief, in dem sich eine „Yvette“ für den Abend mit Philipp verabredet. Sie ist wütend, beschafft sich jedoch heimlich für den Abend eine Kochmontur. Die Männer haben von ihrer Verkleidung erfahren. Während Graf von Kiesel das Schauspiel aus der Ferne beobachtet, begeben sich Philipp und sein als Frau verkleideter Chauffeur zum Rendezvous. Immer wieder erscheint Lies an ihrem Tisch, verschüttet absichtlich Essen und Trinken und wird schließlich vom Tisch entfernt, nachdem sie Philipp und „Yvette“ geohrfeigt hat. Weinend trifft ihr Vater sie an und nimmt ihr die Perücke ab. Er führt seine Tochter zu Philipp und seinem Diener und Lies erkennt schließlich, dass sie hereingelegt wurde und Philipp doch ein ganzer Mann ist. Wenig später findet die Hochzeitsreise statt – aber diesmal kauft Philipp die Fahrkarten.

## Produktion
Das Liebes-ABC zeigte die damals 35-jährige Asta Nielsen als Backfisch. Zudem war sie nach Filmen wie Wenn die Maske fällt (1912) und Jugend und Tollheit (1913) erneut in einer Hosenrolle zu sehen. Der Film war neben Im Lebenswirbel, Dora Brandes, Die Rose der Wildnis, Die Börsenkönigin, Der erste Patient, Das Waisenhauskind und Das Eskimobaby einer von acht Filmen, die Asta Nielsen im Sommer 1916 für den Verleih Neutral-Film unter einfachsten Bedingungen drehte. Nielsen finanzierte Das Liebes-ABC sowie die weiteren Filme selbst, die Dreharbeiten fanden im von ihr angemieteten Union-Atelier in Tempelhof statt.
Das Liebes-ABC wurde im August 1916 als einer von zwei Filmen der Asta-Nielsen-Serie 1916/17 der Presse vorgeführt und erlebte am 16. August 1916 im Berliner Marmorhaus seine Premiere. Die Berliner Zensur hatte den Film zuvor mit einem Verbot für Kinder belegt. Im Jahr 1921 lief der Film unter dem Titel L’abbecedario dell’amore in Italien an und war unter dem Titel Kærlighedens ABC auch in Dänemark zu sehen.
Vom Film hat sich in Det Danske Filminstitut ein Nitrodupnegativ aus dem Jahr 1949 mit dänischen Zwischentiteln erhalten. Diese Version basiert nicht auf dem Originalfilm, da eine erhaltene schwedische Zensurkarte mehr Zwischentitel als die überlieferte Filmfassung nennt. Eine weitere Nitratkopie des Films befindet sich in der Cinémathèque française. Der Film wurde auf Basis der dänischen Kopie mit ins Deutsche rückübersetzten schwedischen Zwischentiteln rekonstruiert. Er erschien mit einer neuen Filmmusik von Maud Nelissen 2012 mit drei weiteren Asta-Nielsen-Filmen im Rahmen der Edition Filmmuseum des Filmmuseums München auf DVD.

## Kritik
Die zeitgenössische Kritik befand, dass der Film zeige, dass Asta Nielsen „kein künstlerisches Betätigungsfeld fremd ist […] Diese Frau verfügt über einen köstlich zu nennenden Humor, das ist etwa nicht gequälte Lustigkeit, sondern das ist Natur“. Andere Kritiker nannten den Film „eine der bemerkenswertesten deutschen Filmkomödien“. Der Film sei „ein Spiel mit einem Schuß Buster Keaton-Traurigkeit, einem Schuß Chaplin-Charme, vermischt mit der Champagnerkrönung Asta Nielsen. Ihre Verwandlungskunst ist umwerfend“.

## Veröffentlichung
- Vier Filme mit Asta Nielsen – 2 DVD, Edition Filmmuseum 67, 2012 film&kunst GmbH